# Hamad ibn Thuwaïni
Hamad ibn Thuwaini Al-Bousaïd (arabe : حمد بن ثويني البوسعيد), né en 1857 à Mascate (Sultanat d'Oman) et mort le 25 août 1896 à Zanzibar, est le sixième sultan de Zanzibar. Il gouverne le sultanat de Zanzibar du 15 mars 1893 au 25 août 1896 sous le protectorat britannique.

## Biographie

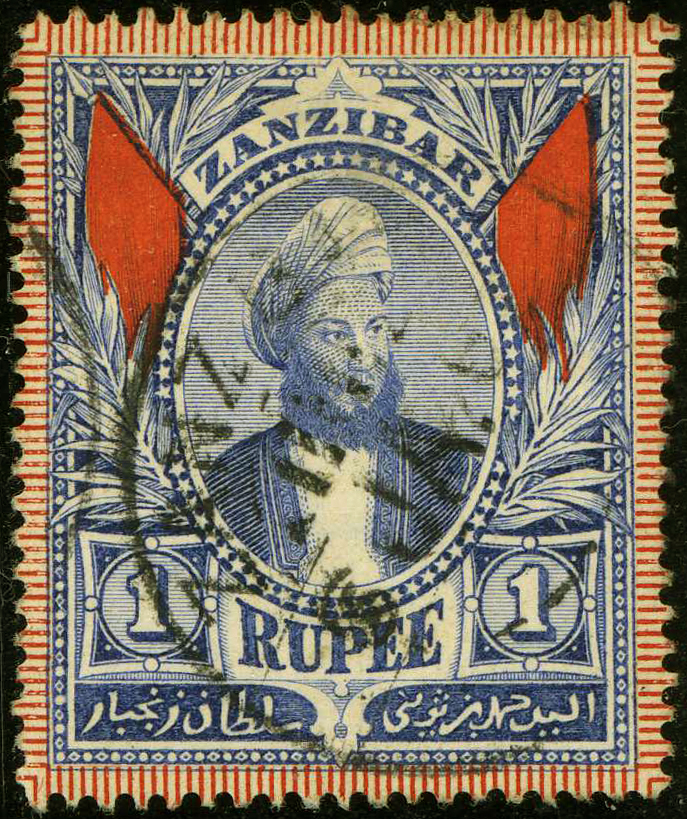
Portrait du sultan sur un timbre de Zanzibar émis fin 1896.

Sayyid Hamad ibn Thuwaini Al-Bousaïd est le septième et plus jeune fils de Sayyid Thuwaini ibn Saïd, sultan de Mascate et d'Oman entre 1856 et 1866 et de son épouse Sayyida Ghaliya bint Salim Al-Bousaïd. Il épouse en premières noces au mois de novembre 1873 sa cousine Sayyida Turkia bint Turki al-Saïd, fille aînée de Sayyid Turki ibn Saïd, sultan de Mascate et d'Oman entre 1871 et 1888. Divorcé en 1874, il épouse en secondes noces, une autre cousine Sayyida Nounou bint Bargach Al-Bousaïd, fille du Sultan Sayyid Bargach bin Saïd, troisième sultan de Zanzibar et sœur de Khalid ibn Bargach, futur septième et éphémère sultan de Zanzibar. Hamad n'a pas de descendance issue de ses deux unions.
Proclamé sultan de Zanzibar le 15 mars 1893 à la mort de son oncle Ali bin Saïd, Hamad se montre favorable au protectorat britannique instauré sur Zanzibar en 1890 et accepte un protectorat italien sur les ports de Brava, Merka et Mogadiscio, dépendances de son sultanat. Le 25 août 1896, à 11 heures 40, le sultan Hamad meurt soudainement, sans nul doute empoisonné par son cousin Khalid ibn Bargach, opposé au protectorat britannique. Khalid se proclame lui-même sultan mais ne règne que trois jours, avant que le gouvernement britannique ne le destitue après le bombardement de Zanzibar qui ne dura que 38 minutes. Khalid ibn Bargach trouve alors refuge auprès du consulat allemand et s'exile à Dar es Salam, capitale de l'Afrique orientale allemande où il mourra en 1927.
C'est alors Hamoud ibn Mohammed, un cousin de Hamad, qui est placé sur le trône le 27 août 1896 et dont le règne durera jusqu'en 1902.

## Titres
- 1857-1893 : Sayyid Hamad ibn Thuwaini
- 1893-1894 : Son Altesse le Sultan Sayyid Hamad ibn Thuwaini, Sultan de Zanzibar
- 1894-1896 : Son Altesse le Sultan Sayyid Sir Hamad ibn Thuwaini, Sultan de Zanzibar, Chevalier grand commandeur de l'ordre de l'Étoile d'Inde

## Distinctions
- Souverain grand maître de l'ordre de l'Étoile brillante de Zanzibar (Ouissam al-Kawkab al-Durri al-Zanzibari).
- Grand-croix de l'ordre de la Couronne d'Italie en 1893
- Chevalier grand commandeur de l'ordre de l'Étoile d'Inde en 1894
- Croix de 1re classe de l'ordre de l'Aigle rouge de Prusse en 1895